# Glossus humanus
Glossus humanus är en stor, marin mussla som påminner om islandsmusslan (Arctica islandica). Dock har G. humanus en karaktaristiskt inrullad skalbuckla.
Höger och vänster klaff av samma exemplar:

Höger klaff
Vänster klaff

## Utbredning
G. humanus förekommer från Island och Norge i norr till Iberiska halvön och Marockos Atlantkust i söder. Den lever på mjuka bottnar mellan tio meter ned till 120 meter.

## Källor

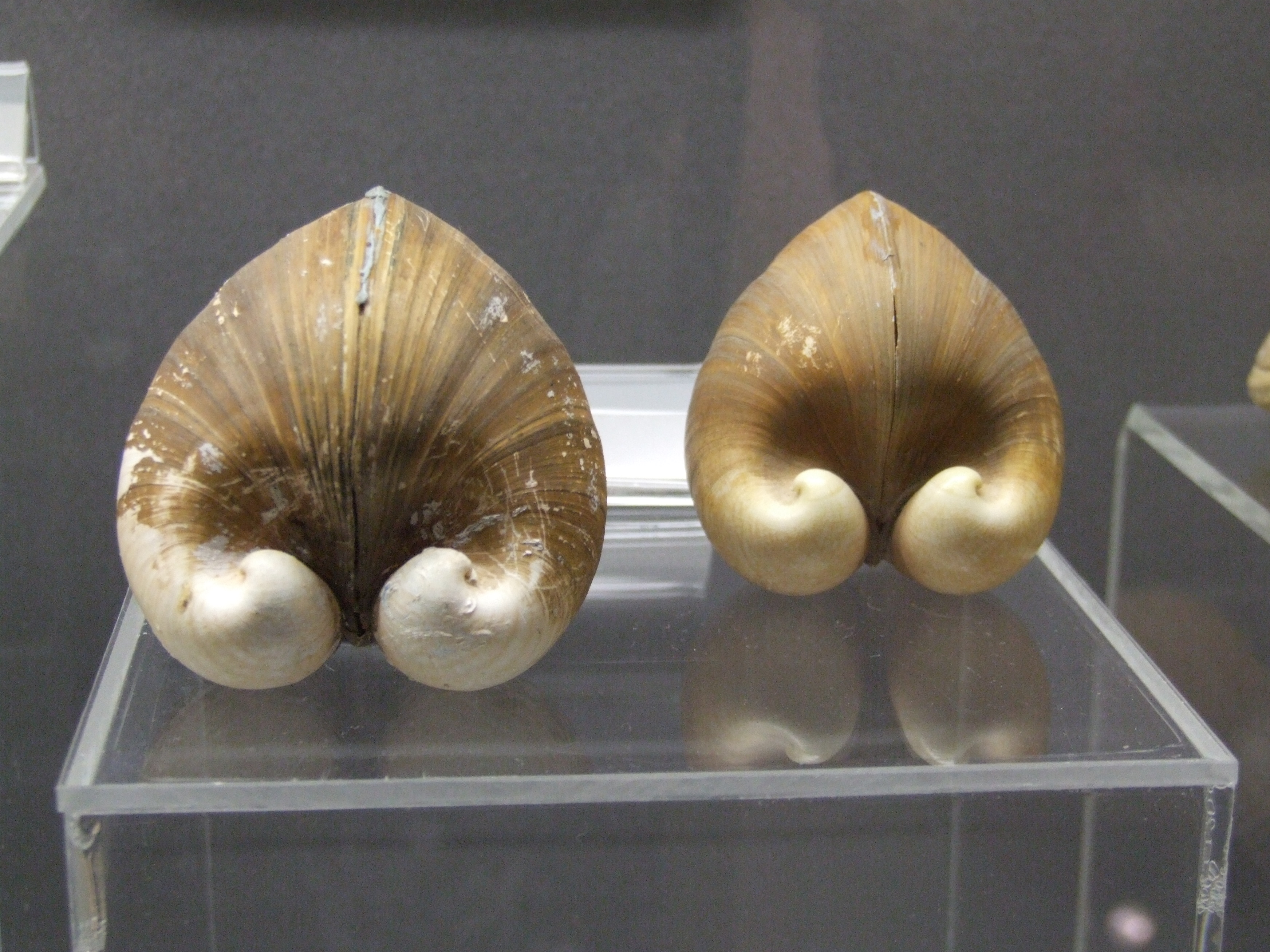
Glossus humanus

## Etymologi
Glossa (grekiska) = tunga;
Humanus (latin)= mänsklig